# 마슈리크

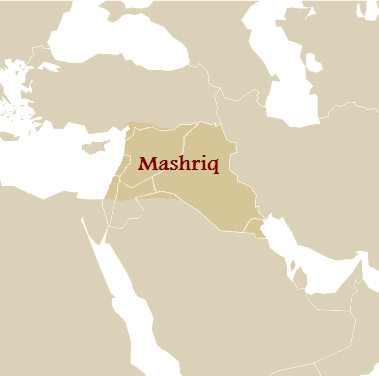
마슈리크

마슈리크(아랍어: مَـشْـرِق)는 아랍어의 시적인 표현으로 해가 뜨는 곳을 뜻하며, 아랍 국가권의 동방을 의미하는 말로 서아시아와 동북아프리카에 걸쳐 위치해 있다. 마그레브(서방)에 대하여 동방을 가리키며, 보통 대체로 이집트 동쪽의 아랍 국가들인데, 그 지리 범위는 일정하지 않다. 통상의 경우 아랍 국가 중 바레인, 이집트, 수단, 사우디아라비아, 카타르, 예멘, 오만, 쿠웨이트, 아랍에미리트, 요르단, 레바논, 시리아, 팔레스타인, 그리고 이라크 정도의 나라를 포함한다. 단어의 유례는 동사 sharaga(아랍어: شرق "빛나다, 발광하다, 빛을 발하다, 뜨다)로써 해가 뜨는 동쪽을 가리킨다.

## 같이 보기
- 메소포타미아
- 아라비아반도
- 비옥한 초승달 지대
- 레반트
- 마그레브
- 나일강
- 시리아 (지역)